# Pierre Van Meenen

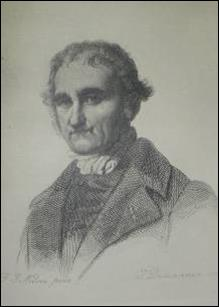
Pierre Van Meenen

Pierre-François Van Meenen (Spiere, 4 mei 1772 - Brussel, 2 maart 1858) was een Belgisch advocaat, filosoof, liberaal politicus (lid van het Nationaal Congres) en rechter.

## Levensloop
Van Meenen was de zoon van landbouwer Jacques François Van Meenen en Anne Christine Landrier die zich bijzonder bezighield met de opvoeding van haar kinderen. Toen het gezin naar Anseroeul in Henegouwen verhuisde, werd Pierre op kostschool geplaatst in het kapittelcollege van de Onze-Lieve-Vrouwekathedraal (Doornik), omdat hij zich op het priesterschap wilde voorbereiden.
Dankzij een studiebeurs kon hij verder studeren aan de Universiteit van Leuven, waar hij opeenvolgend in de colleges de De Lelie, Driutius en Luik, filosofie en theologie volgde. In 1795 stuurde het door de Franse regering geïnstalleerde stadsbestuur van Leuven hem naar Parijs waar hij zes maanden doorbracht aan de nieuw opgerichte École Normale. Hij kwam als een overtuigd Fransgezind revolutionair terug. Samen met Norbert Cornelissen richtte hij de republikeinse en anti-religieuze krant Le Républicain du Nord die voor het eerst verscheen op 5 november 1795. Hierin ageerde hij tegen de bisschoppen en de Leuvense universiteit. In een redevoering die hij hield in de Sint-Michielskerk die Tempel van de Wet was geworden, legde hij de voordelen uit van de aansluiting van de Zuidelijke Nederlanden bij Frankrijk. Hij werd griffier-secretaris van Leuven. Toen in 1797 de universiteit opgeheven werd, ging hij persoonlijk de deuren van de universitaire Hallen sluiten en bij het afgeven van de sleutels aan de burgemeester verklaarde hij: 'Ziehier de sleutels van de tempel van de onwetendheid'. Hij toonde zich het jaar daarop, samen met de burgemeester en de 'commissaire du Directoire' niet van zijn moedigste kant toen hij in Brussel ging schuilen naar aanleiding van een oproer in Leuven dat verband hield met de Boerenkrijg.
Hij kreeg hiervoor een bolwassing van de hogere overheid maar werd in 1800 toch secretaris van de onderprefectuur in Leuven. Hij maakte gestadig vooruitgang op de maatschappelijke ladder:
- gemeenteraadslid van Leuven (1802-1816)
- syndic van de algemene raad voor burgerlijke godshuizen en armenzorg in het arrondissement Leuven (1803)
- voorzitter van het electoraal college voor de prefectuur
- vanaf 1805 op de lijst geplaatst van de kandidaten voor het Keizerlijk Wetgevend Lichaam.

Zijn ontgoocheling over de politieke evolutie onder Napoleon maakte dat hij de overheidsfuncties verliet en zich als advocaat vestigde. Van Meenen had geen rechtendiploma. Bij keizerlijk decreet van 4 maart 1808 werd hij ontheven van de voorwaarde een diploma van licentiaat in de rechten voor te leggen, op basis van artikel 28 van de wet van 22 ventôse, an XII. In 1808 legde hij de eed af die hem toeliet zich bij de balie van Leuven in te schrijven. Tegelijk hernam hij zijn filosofische studies en interesseerde zich meer bepaald voor de moraal en het grondwettelijk recht. Tegen het einde van het keizerrijk voelde hij zich klaar om opnieuw een publieke rol te spelen. Op 2 februari 1815 verscheen in Brussel het eerste nummer van L'Observateur politique, administratif, historique et littéraire de la Belgique. Hij ging het journalistieke avontuur aan samen met zijn confraters Antoine-François d'Elhoungne en De Doncker. Andere medewerkers waren onder meer de gebroeders Tarte, Antoine Barthélemy en Jean-Baptiste Plasschaert.
Van Meenen oefende invloed uit op de jonge generatie. Sylvain van de Weyer was een van zijn leerlingen. Als collaborateur met de Fransen en tegenstander van het eengemaakte Nederland en van de politiek van koning Willem I streefde hij naar een toenadering tussen klerikalen en antiklerikalen. In juni 1829 werd de politieke toestand onrustiger door de vervolging van Louis de Potter, die al vanwege een eerste veroordeling een gevangenisstraf uitzat en een status van martelaar van het regime had verworven. In de gevangenis had hij zijn Lettres de Démophile geschreven, waarvoor hij opnieuw voor de rechtbank werd gebracht. Van Meenen verdedigde hem en verkreeg dat hij werd vrijgelaten, op voorwaarde dat hij in ballingschap vertrok.

## Belgisch koninkrijk
Weinige maanden later braken de rellen uit. In Leuven behoorde Van Meenen tot de bezielende krachten van de opstand. Vanaf 28 september werd hij door het Voorlopig Bewind, voorgezeten door De Potter, tot gouverneur van het tot Brabant herdoopte Zuid-Brabant benoemd. Eenmaal de moeilijkste periode achter de rug, nam hij ontslag, om enkele dagen later tot procureur-generaal van het opnieuw op Franse leest geschoeide Hof van Cassatie te worden benoemd. Op 6 december 1830 werd hij ook lid van de commissie die de Grondwet voorbereidde.
Ondertussen was hij door de Leuvense kiezers naar het Nationaal Congres gestuurd, waarin hij zeer actief optrad, onder meer bij de besprekingen en goedkeuring van de Grondwet. Hij was een van de leden die het grootste aantal keren in de debatten tussenkwam. Op 7 februari 1831 was het zo ver: de nieuwe Grondwet werd plechtig goedgekeurd.
Van Meenen stemde voor een grondwettelijke erfelijke monarchie, voor de eeuwigdurende uitsluiting van de Nassaus en tegen het Verdrag der XVIII Artikelen. Bij de bespreking van de Grondwet was hij vooral actief in verband met het hoofdstuk II, waarin de vrijheden (onder meer de vrijheid van godsdienst en van opinie) besproken werden. Hij was tegenstander van een te nauwe toenadering tot Frankrijk, waar hij het gevaar van opslorping in zag. Hij stemde dan ook voor de hertog van Leuchtenberg als koning, omdat hij de kandidaat was die het minst in de smaak viel in Frankrijk en in plaats van de in zijn ogen te francofiele Surlet de Chokier als regent te kiezen gaf hij zijn stem aan Félix de Merode. Hij stemde niet voor Leopold van Saksen Coburg en legde volgende verklaring af: Ik zou mijn stem aan hem hebben kunnen geven, indien er een termijn was gesteld binnen dewelke hij moest aanvaarden en de eed afleggen, evenals een termijn binnen dewelke zijn verkiezing door het Congres kon bevestigd of herroepen worden.
Toen in 1831 het eerste parlement werd verkozen, werd Van Meenen volksvertegenwoordiger voor het arrondissement Ieper. Hij bleef er alleen maar voor één jaar en moest deze keer, erg tegen zijn zin maar op basis van de redelijkheid, het Verdrag der XXIV Artikelen goedkeuren. Op 4 oktober 1832, bij de grote vernieuwing van het gerechtelijk apparaat werd hij kamervoorzitter in het Hof van Cassatie, ambt dat hij tot 25 februari 1857 zou bekleden.
Naast zijn beroepsbezigheden bleef Van Meenen een verspreider van ideeën. Dit deed hij in de eerste plaats vanaf 1826 binnen de Société des Douze, opvolgster van de Société de Littérature de Bruxelles, waar hij gelijkgezinden ontmoette zoals Auguste Baron, Adolphe Quételet, Philippe Lesbroussart, Sylvain Van de Weyer, Louis de Potter, etc. en met wie hij ideeën van verdraagzaamheid en vooruitgang propageerde. Hij was ook een van de oprichters van het Helleens Comité als ondersteuning voor de revolutie in Griekenland.
Hij bleef ook politiek actief. Van 1830 tot 1836 en van 1847 tot 1849 was hij gemeenteraadslid van Brussel. Hij nam er deel aan de werkzaamheden van de Commissie voor de openbare hygiëne en zette zich onder meer in tegen het alcoholisme. Hij was ook nauw betrokken bij het gevangeniswezen in de hoofdstad. In 1841 nam hij deel aan de stichting van de Société de l'Alliance en in 1846 was hij aanwezig op het stichtingscongres van de Liberale partij. Hij behoorde er tot de groep van de 'vooruitstrevenden' die de duimen moesten leggen voor de meerderheid van 'radicalen' waar Pierre-Théodore Verhaegen toe behoorde.

## Vrijmetselarij en ULB
Ondertussen was Van Meenen ook lid geworden van de vrijmetselarij. Dit maakte dat hij, met Auguste Baron, Pierre-Théodore Verhaegen en anderen, aan de wieg stond van de Université libre de Bruxelles die in 1834 werd opgericht en waar hij in de beheerraad zetelde van 1837 tot aan zijn dood. Hij werd er hoogleraar en doceerde moraalfilosofie van 1834 tot 1854. In 1841 werd hij tot rector verkozen, functie die tot in 1849 bekleedde.
Bij de stichting van de Koninklijke Academie werd hij onmiddellijk lid van de klasse der letteren en bleef er, ondanks zijn leeftijd, zeer actief.
In 1855, na een ongelukkige val die een blijvende handicap veroorzaakte, moest Van Meenen ongeveer alle activiteit stopzetten. Hij was de eerste magistraat die gepensioneerd werd omwille van invaliditeit, op grond van de wet van 20 mei 1845. Hij werd, uiteraard, burgerlijk begraven.